# Музей Басукі Абдуллах
Музей Басукі Абдуллах (англ. Basoeki Abdullah Museum) — художній музей розташований в південній Джакарті, Індонезія. В музеї знаходяться картини та особиста колекція художника Басукі Абдуллаха, в якій також є статуї, маски, ляльки та зброя. Музей знаходиться під управлінням Міністерства освіти і культури. Музей використовується не тільки як художня галерея, але й як художня майстерня.

## Історія
Музей був започаткований з ініціативи Басукі Абдуллаха, який помер 5 листопада 1993 року. Він дав зрозуміти, що його картини і особиста колекція, разом з будинком, відходять у володіння Уряду Республіки Індонезія. У 1998 році будинок на вулиці Кеанганг Рая в Південній Джакарті був переданий уряду Індонезії через Генеральний директорат культури. Пізніше, будівлю реставрували, щоб використовувати як музей. 25 вересня 2001 року музей був офіційно відкритий міністром культури і туризму Геде Ардіка.